# إرنست بيكون
إرنست بيكون (بالإنجليزية: Ernst Bacon)‏ هو ملحن وعازف بيانو أمريكي، ولد في 26 مايو 1898 في شيكاغو في الولايات المتحدة، وتوفي في 16 مارس 1990 في أوريندا في الولايات المتحدة.

## وصلات خارجية
- إرنست بيكون على موقع ميوزك برينز (الإنجليزية)
- إرنست بيكون على موقع أول ميوزيك (الإنجليزية)
- إرنست بيكون على موقع ديسكوغز (الإنجليزية)